# Abbaye Gloire-Dieu de Gy-les-Nonains
L’abbaye Gloire-Dieu de Gy-les-Nonains, est une ancienne abbaye bénédictine, qui était située sur l'actuelle commune de Gy-les-Nonains, en région Centre-Val de Loire, rattachée au diocèse d'Orléans. C'était tout comme sa maison mère, un monastère double.

## Historique
Dès l'époque gallo-romaine, Gy est mentionné en association avec l'activité de maraîchage qui aurait bénéficié de la proximité de l'Ouanne.
Saint Fiacre étant le patron de cette profession, la petite communauté religieuse installée sur les lieux dès avant le VIIIe siècle lui était dédiée. L'église de Gy existait déjà au VIIe siècle, et le monastère de Gy-les-Nonains remonte à la même période. Car ce petit établissement religieux va soudainement et grandement prospérer avec l'arrivée de Rothilde, fille de Charlemagne et sœur de son successeur Louis le Débonnaire.
Rothilde est depuis longtemps abbesse de Faremoutiers lorsque, vers 816, Louis le Débonnaire lui donne les terres de Gy-les-Nonains où à partir de la petite communauté existante elle établit le couvent de la Gloire-Dieu, un monastère bénédictin. Ce patronage prestigieux est renforcé par la bénédiction de la fondation par saint Aldric, ancien abbé de Ferrières et archevêque de Sens. 

Cette donation est confirmée par Lothaire Ier, fils et successeur de Louis le Débonnaire, en 841 : « … Le dit petit monastère de Gy soit rattaché au susdit monastère de Faremoutiers et que tous les deux soient réunis en un ( ... ) sous l'autorité et le gouvernement d'une seule abbesse ( ... ) ».
En 961, le comte Renard de Sens, ayant comme son père offensé l'archevêque de Sens, est lui aussi exilé à Château-Renard par le roi, Lothaire. Cette même année, le monastère de la Grâce-Dieu en subit ses premières exactions. Une période de déclin moral avant que matériel s'amorce pour les moines, qui va durer presque un siècle. L'évêque de Chartres accusera l'abbaye de Faremoutiers («  ...  la renommée très honteuse du monastère de Sainte-Fare qui n'est plus un lieu de sanctification mais un lieu de perversion pour femmes damnées s'abandonnant à tous les vices ... »), mais ses reproches s'adressent surtout au monastère de la Gloire-Dieu à Gy. 

Les moines de Molesme mettent fin à ces dérèglements. Début XIIe siècle, l'abbaye est restaurée, de même que l'église paroissiale Saint-Sulpice reconstruite et restaurée peu après 1137. Une maladrerie est fondée plus ou moins à la même période, sur la paroisse de Saint-Germain-des-Prés, et inclut une chapelle et un cimetière. 

Vers 1155 les terres de Gy passent aux Templiers de Chambeugle et Montbouy ; ils y construisent la grange de la Commanderie et introduisent le culte de saint Aubin, patron de Chambeugle. La chapelle Saint-Fiacre est restaurée au couvent - elle perdurera jusqu'au XVIIe siècle ; et de grandes statues sont érigées, dont une Vierge à l'enfant.
La guerre de Cent Ans épargne largement le monastère, malgré la présence proche de Knolles et Henri de Lancastre. Ensuite viennent les guerres de religion. Aussi, en 1562, les religieuses obtiennent l'accord royal de fortifier leur abbaye d'éventuelles attaques des Huguenots. Grâce à ces murs, l'abbaye traversa à peu près indemne la période des grands ravages par les nombreux foyers protestants alentour.
Après plus de 900 ans de filiation à l'abbaye de Faremoutiers, le monastère de la Grâce-Dieu est supprimé le 8 septembre 1752 pour être réuni à sa maison-mère.

## Liste des abbesses
- vers 816 - 852 : Rothilde
- 852 - 877 :Berthe, dite Bertrade de Germanie, une fille de Lothaire Ier,
- 877 - 892 :
- 892 - 922 :Rothilde II, toutes trois donc de la dynastie royale des Carolingiens.
- 922 - 9?? : Judith
- 9?? - 9?? : Aveline
- 9?? - 9?? : Hildegarde
- 9?? - 1137:
- 1137-1146 : Risende
- 1146-1154 : Emma
- 1154-1212 : Lucienne de La Chapelle
- 1212-1215 : Marguerite Ire
- 1215-1219 : Hersende de Touquin
- 1219-1240 : Eustachie
- 1240-1252 :  Julienne de Grez de Nesle-en-Brie
- 1252-1272 : Sibylle
- 1272-1289 : Avoie
- 1289-1290 : Marguerite II de Mons
- 1290-1312 : Marguerite III de Chevry
- 1312-1341 : Marguerite IV de Mons
- 1341-1346 : Mathilde de Joinville de La Malmaison
- 1346-1363 : Jeanne Ire de Noyers
- 1363-1383 : Marguerite V de Lully d’Ancre
- 1383-1409 : Marguerite VI de Noyers
- 1409-1417 : Jeanne II de Châteauvillain
- 1417-1434 : Denise du Sollier
- 1434-1439 : Jeanne III Rapillard
- 1439-1454 : Isabelle Ire de Mory
- 1454-1490 : Jeanne IV de Bautot
- 1490-1511 : Jeanne V Chrestienne d’Harcourt-Beuvron
- 1511-1515 : Madeleine d'Orléans
- 1515-1518 : Marie Ire Cornu de Villeneuve
- 1518-1531 : Jeanne VI Joly
- 1531-1555 : Marie II Baudry
- 1555-1563 : Antoinette de Lorraine-Guise
- 1563-1567 : Françoise Guillard
- 1567-1573 : Marie III Violle
- 1573-1586 : Louise Ire de Bourbon-Montpensier
- 1586-1593 : Isabelle II de Chauvigny
- 1593-1605 : Anne de La Châtre de Maisonfort
- 1605-1643 : Françoise Ire de La Châtre de Maisonfort
- 1643-1677 : Jeanne VII Anne de Plas de Lectoure
- 1677-1685 : Marie IV Thérèse-Constance du Blé d’Uxelles
- 1685-1721 : Marie V Anne-Généreuse-Constance de Beringhen d’Armainvilliers
- 1721-1726 : Louise II Charlotte-Eugènie-Victoire de Beringhen d’Armainvilliers
- 1726-1743 : Olympe-Félicité-Sophie-Fare de Beringhen d’Armainvilliers
- 1743-1745 : Françoise II Catherine Molé de Champlâtreux
- 1745-1752 : Marie-Renée de Maupéou d'Ableiges

Source : Gallia Christiana
- 15.. -15..: Marie Héroët, religieuse à l'abbaye de Gif-sur-Yvette, elle est citée dans l'Heptaméron, comme victime du réformateur Étienne Gentils, prieur de Saint-Martin-des-Champs (1508-1536), et fut nommée après comme abbesse à l'abbaye de Giy.